# 斜塘土地庙
31°16′45.3″N 120°43′18.6″E / 31.279250°N 120.721833°E
斜塘土地庙，又名朝北土地庙、旺墓土地庙，是江苏省苏州市境内的一座始建于南宋，可能于元末明初重建的土地庙。庙宇位于苏州工业园区斜塘街道境内的独墅湖高教区，面朝北方，现存建筑呈“T”字形，主殿三间。庙北有明代桥梁永安桥。土地庙于1997年整修，2002年10月被列为江苏省文物保护单位:919。

## 形制
斜塘土地庙位于苏州东郊，独墅湖东300米，距离苏州市区11千米，原旺墓村西侧。旺墓村原名王墓村，为原长洲县著名集镇之一。土地庙临河而建，其确切建造年代已不可考，民间传有“先造王墓土地庙，后修观前三清殿”之说。庙周有场地占地20亩，原为庙会场地。建筑原状应为工字殿，坐南朝北，但其前部已经损坏，形成主殿加抱厦的“T”字形平面布局。建筑原有台基已毁，现存台基为工字型，从台基残存部分内填充的韩瓶碎片推断台基建于南宋。当心间柱础为素面覆盆柱础，其余部分为八角櫍形柱础。
现存木构正殿面阔三间深一间，长10米，宽7米，抱厦长6米，深4米。建筑外檐斗拱柱头铺作为四铺作单杪，补间铺作为一斗六升重栱，当心间两朵，次间不用，进深三朵，转角铺作较为简单，与柱头铺作同为单杪重栱。正殿为重檐歇山顶，顶部距地面6米，出檐较远，梁架与《营造法式》中“四架椽屋通檐用二柱”的形式一致，彻上露明造，四架梁为月梁，上用鹰嘴蜀柱承托斗拱，上承平梁，其上再设置鹰嘴蜀柱及斗拱承椽。脊部用丁华抹颏栱和叉手，与宋代建筑类似。抱厦亦为四架椽，脊部亦使用丁华抹颏栱和叉手。建筑用材不足八等材，远小于元代轩辕宫正殿，结合相关构件特点其年代应为元末明初，但仍然保留了大量宋代建筑的特点。

## 保护
中华人民共和国成立后，由于庙会不再举行，土地庙曾作为学校、饲养场等用途，改革开放后闲置。1996年苏州工业园区建设时，斜塘土地庙损坏较为严重，但经过论证得到保留，并由苏州市政府于1997年出资修缮，2004年完工，2006年再次修缮。1998年，斜塘土地庙与庙前的永安桥一起列为第四批苏州市文物保护单位，2002年10月列入第五批江苏省文物保护单位。建筑的保护范围北至河北岸及桥四周10米，西、南至界墙，东至永安桥东10米。

## 传说
斜塘土地庙坐南朝北，与中国传统建筑通行的坐北朝南的朝向相反。相传靖康之乱时北方居民南渡至此，为思念故土，同时感念旺墓一方恩泽而将新建的土地庙朝向北方。